# Antonio María Esquivel

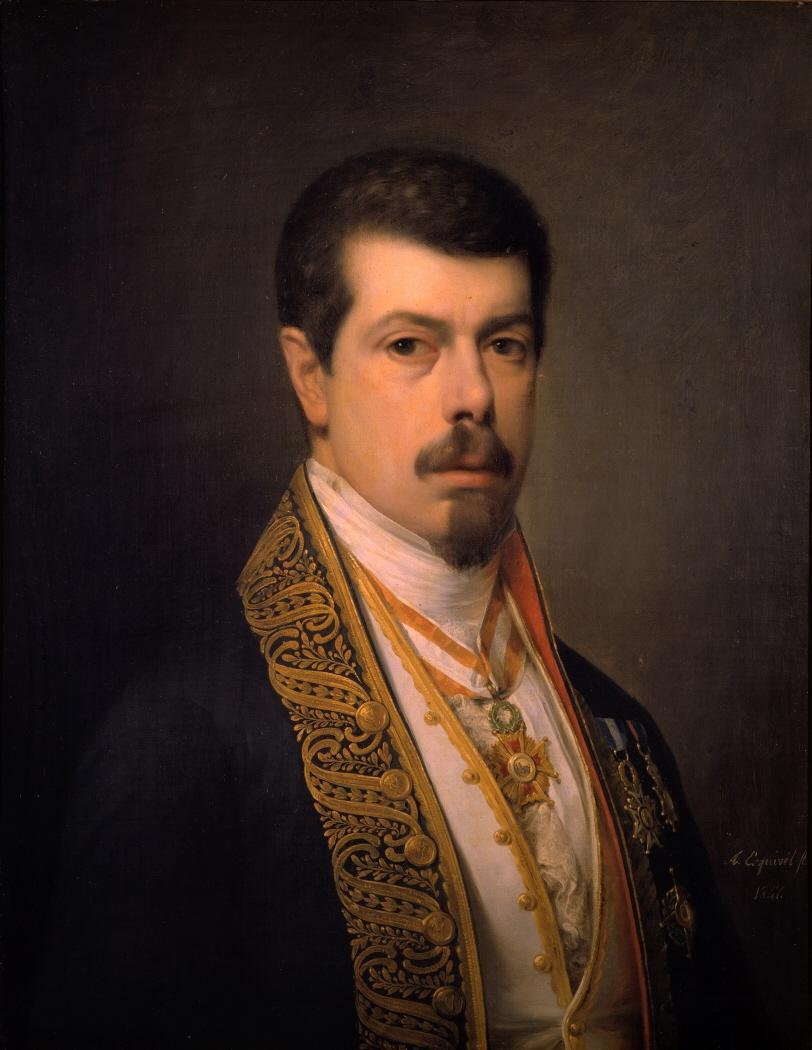
Selbstporträt (um 1847)

Antonio María Esquivel, voller Name Antonio María Esquivel y Suárez de Urbina (* 8. März 1806 in Sevilla; † 9. April 1857 in Madrid), war ein spanischer Maler aus der Epoche der Romantik, der vor allem Porträts anfertigte.

## Leben
Antonio María Esquivel wurde am 8. März 1806 in Sevilla in eine adlige Familie hineingeboren. Bereits zwei Jahre nach seiner Geburt kam sein Vater in der Schlacht bei Bailén ums Leben. Vor allem dank der Bemühungen seiner Mutter konnte er trotz der prekären familiären Verhältnisse ein Studium an der örtlichen Kunsthochschule Real Academia de Bellas Artes de Santa Isabel de Hungría aufnehmen und seine künstlerische Ausbildung beginnen.
Mit siebzehn Jahren setzte sich Esquivel für die Verteidigung der liberalen Verfassung von Cádiz ein und leistete erfolglos Widerstand gegen die französische Invasion in Spanien unter Führung des Herzogs von Angoulême, welche die Wiederherstellung der absolutistischen Herrschaft im Land unter König Ferdinand VII. verwirklichen konnte.
In Sevilla heiratete Esquivel Antonia Ribas, mit welcher er zwei Söhne bekam, die später ebenfalls zu bekannten Künstlern werden sollten: Carlos Esquivel y Rivas (1830–1867) und Vicente Esquivel (um 1833–1900).
Noch während seiner Zeit in Sevilla geriet er in finanzielle Schwierigkeiten. Um seine Familie auch weiterhin ernähren zu können, zog Esquivel mit seinem Freund und Kollegen Gutiérrez de la Vega nach Madrid, wo er sich an der dortigen Kunsthochschule Real Academia de Bellas Artes de San Fernando einschrieb. In dieser Zeit erhielt er viele Auszeichnungen und Ehrungen, darunter auch den Orden de Isabel la Católica. 1832 wurde Esquivel von seiner Hochschule zum künstlerischen Mitarbeiter „des 19. Jahrhunderts“ und „des Panoramas“ ernannt, 1837 beteiligte er sich an der Gründung des Liceo Artístico y Literario in Madrid.
1838 kehrte Esquivel nach Sevilla zurück. Er erblindete noch im selben Jahr, konnte jedoch glücklicherweise 1840 wieder geheilt werden. Ab 1841 zog er wieder nach Madrid, wo er den Rest seines Lebens bis zu seinem Tod am 9. April 1857 verbrachte. Esquivel wurde auf dem Cementerio de San Justo in Madrid beigesetzt.

## Werke (Auswahl)
Antonio María Esquivel gilt als einer der repräsentativsten Maler der Sevillaner Romantik und als einer der herausragendsten seiner Zeit in Spanien. Als Maler identifiziert er sich durch die Stimmung und ästhetische Korrektheit seiner Werke voll und ganz mit der elisabethanischen oder romantischen Ära. Sein Stil, der auf einem gewissen Eklektizismus basiert, den manche als „gemäßigt“ bezeichnen, zeichnet sich durch ein technisches Gleichgewicht zwischen der Korrektheit der Zeichnung und den chromatischen Qualitäten aus. Seine thematische Vielfalt hingegen lässt ihn nostalgisch an die Zeit des Barock denken. Das Porträt ist wesentlich und prägend in Esquivels Werk, dessen Verdienst neben dem Künstlerischen darin liegt, die Gesellschaft seiner Zeit mit historischen und emotionalen Werten zu veranschaulichen. Er engagierte sich für ein äußerst gefragtes Genre und beschäftigte sich mit zahlreichen Einzelexemplaren, einige davon im Miniaturformat, prominenter Persönlichkeiten der Madrider und sevillanischen Gesellschaften sowie verschiedener Selbstporträts, eines davon im Prado-Museum. Das religiöse Thema, das in der Malerei des 19. Jahrhunderts im Allgemeinen ignoriert wird, wird mit Esquivel als Fortsetzung von Murillos Werk in der Schule von Sevilla wiedergeboren. Allerdings wirkt sein Interesse etwas lauwarm und künstlich, weit entfernt von der Leidenschaft, die er zu anderen Zeiten hervorrief. Es gibt zahlreiche Beispiele innerhalb dieses Genres: von seiner ursprünglichen Virgen del Rosario (1835) bis zu seinem späteren Cristo de Quitapesares (1857). Die Historienmalerei des sevillanischen Malers hat einen sehr persönlichen, literarischen und theatralischen Charakter, der das Ergebnis der romantischen Umgebung und Ausbildung ist, die er erlebt hat.
| Titel (Ausführung; Format)                                                                                      | Datierung    | Museum/Sammlung | Standort | Abbildung |
| --- | ------------ | --------------- | -------- | --------- |
| Pilar Gandiola (Öl auf Leinwand; 124 × 94 cm)                                                                   | 1838         | Museo del Prado | Madrid   |           |
| Retrato de señora (Öl auf Leinwand; 125 × 101 cm)                                                               | 1842         | Museo del Prado | Madrid   |           |
| Ventura de la Vega leyendo una obra en el Teatro del Príncipe (Öl auf Leinwand; 147 × 209,5 cm)                 | 1846         | Museo del Prado | Madrid   |           |
| Josefa García de Solís (Öl auf Leinwand; 211 × 147,2 cm)                                                        | 1852         | Museo del Prado | Madrid   |           |
| Fernanda Pascual (Öl auf Leinwand; 77,5 × 56 cm)                                                                | 1832         | Museo del Prado | Madrid   |           |
| Selbstporträt (Öl auf Leinwand; 55 × 44 cm)                                                                     | 1856         | Museo del Prado | Madrid   |           |
| Santiago Miranda (Öl auf Leinwand; 77,5 × 56 cm)                                                                | um 1832–1836 | Museo del Prado | Madrid   |           |
| Los poetas contemporáneos. Una lectura de Zorrilla en el estudio del pintor (Öl auf Leinwand; 144 × 217 cm)     | 1846         | Museo del Prado | Madrid   |           |
| Cesáreo María Sáenz y de la Barrera (Öl auf Leinwand; 125 × 94 cm)                                              | 1842         | Museo del Prado | Madrid   |           |
| Rafaela Flores Calderón (Öl auf Leinwand; 138 × 105 cm)                                                         | 1842         | Museo del Prado | Madrid   |           |
| Manuel Flores Calderón (Öl auf Leinwand; 139,3 × 104,5 cm)                                                      | 1842         | Museo del Prado | Madrid   |           |
| La actriz Matilde Díez (Öl auf Leinwand; 126 × 93 cm)                                                           | 1840–1850    | Museo del Prado | Madrid   |           |
| Retrato de niña con rosas (Öl auf Leinwand; 122 × 93 cm)                                                        | 1834         | Museo del Prado | Madrid   |           |
| La infanta María Luisa Teresa de Borbón, luego duquesa de Sessa (Öl auf Leinwand; 62 × 46,5 cm)                 | 1834         | Museo del Prado | Madrid   |           |
| Amparo Romero (Öl auf Leinwand; 125 × 93 cm)                                                                    | 1843         | Museo del Prado | Madrid   |           |
| El Salvador (Öl auf Leinwand; 280 × 182 cm)                                                                     | 1842         | Museo del Prado | Madrid   |           |
| La Virgen María, el niño Jesús y el Espíritu Santo con ángeles en el fondo (Öl auf Leinwand; 173,2 × 114,5 cm)  | 1856         | Museo del Prado | Madrid   |           |
| Miguel de la Torre y Pando, conde de Torre Pando (Öl auf Leinwand; 125 × 92 cm)                                 | 1852         | Museo del Prado | Madrid   |           |
| Retrato de caballero togado (Öl auf Leinwand; 124 × 92 cm)                                                      | 1852         | Museo del Prado | Madrid   |           |
| Retrato de niña (Öl auf Leinwand; 72 × 56 cm)                                                                   | 1838         | Museo del Prado | Madrid   |           |
| La caída de Luzbel (Öl auf Leinwand; 275 × 205 cm)                                                              | 1840         | Museo del Prado | Madrid   |           |
| El nacimiento de Venus (Öl auf Leinwand; 184 × 110 cm)                                                          | 1842         | Museo del Prado | Madrid   |           |
| El escritor José de Espronceda (Öl auf Leinwand; 72,7 × 56,2 cm)                                                | 1842–1846    | Museo del Prado | Madrid   |           |
| Raimundo Roberto y Fernando José, hijos de la infanta Josefa Fernanda de Borbón (Öl auf Leinwand; 146 × 104 cm) | 1855         | Museo del Prado | Madrid   |           |
| Retrato infantil                                                                                                | 1822         | Museo del Prado | Madrid   |           |
| Retrato de dama (43 × 52 cm)                                                                                    |              | Museo del Prado | Madrid   |           |